# Víno

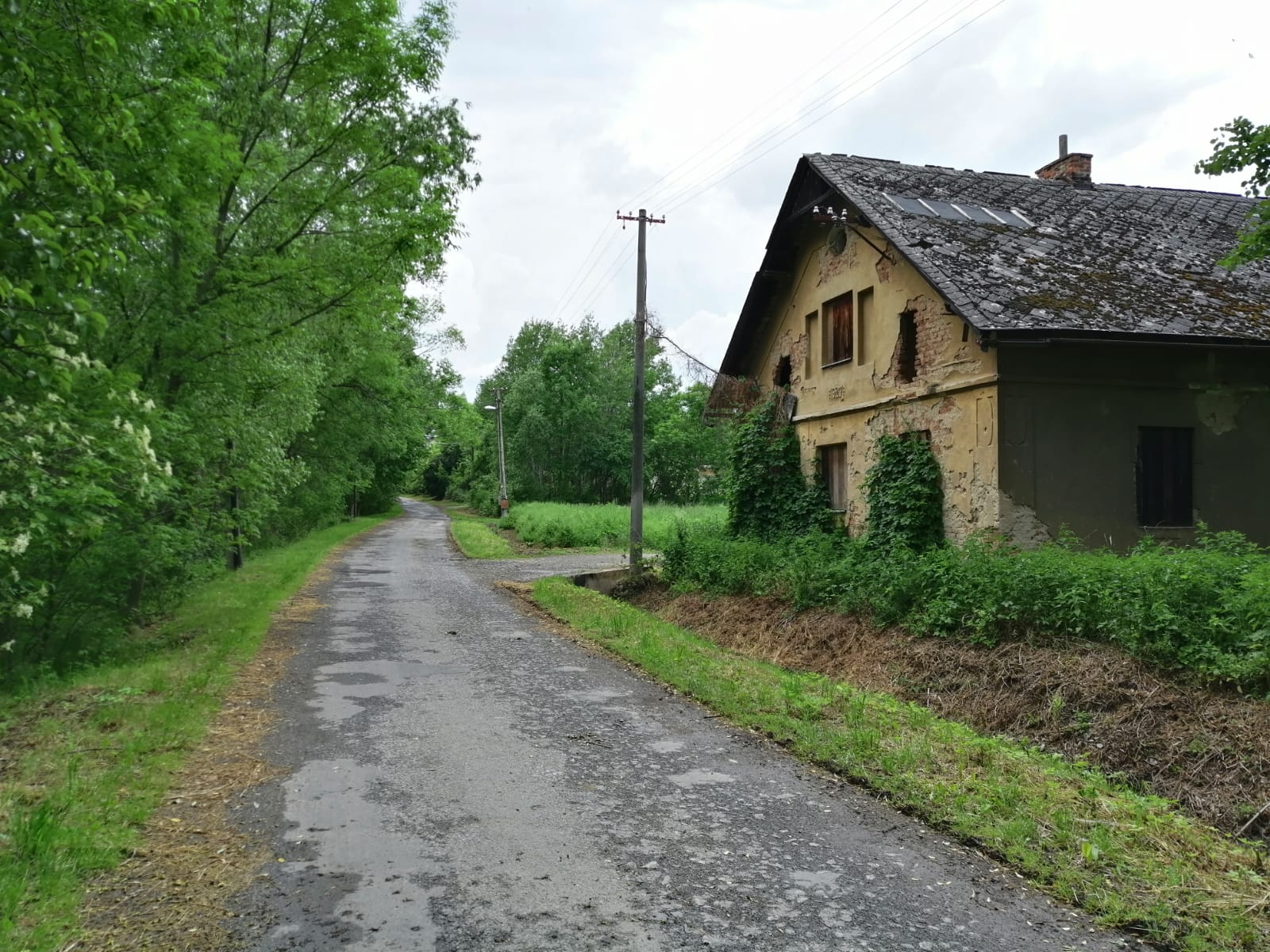
Haus Nr. 1

Víno (deutsch Weine) ist ein Ortsteil der Gemeinde Slezské Rudoltice (Roßwald) in Tschechien. Er liegt sechseinhalb Kilometer nordöstlich von Město Albrechtice (Olbersdorf) nahe der polnischen Grenze und gehört zum Okres Bruntál.

## Geographie
Der als Angerdorf angelegte Ort befindet sich im Tal der Lužná (Roßwalder Mühlbach) am Rande der Zlatohorská vrchovina (Zuckmanteler Bergland) in der Jindřichovská pahorkatina (Hennersdorfer Hügelland). Nördlich erhebt sich der Nad Hájenkou (358 m. n.m.), im Nordosten der Hrbisko (Lehrberg, 324 m. n.m.), östlich der Kozí vrch (341 m. n.m.), im Süden der Na Kopci (380 m. n.m.) und die Gołąbki (Taubenberge, 485 m n.p.m.), südwestlich der Na Silnici (438 m. n.m.) und die Poruba (449 m. n.m.), im Westen die Hradiště (Schlossberg, 474 m. n.m.) und die Květnice (Felchenberg, 520 m. n.m.) sowie nordwestlich der Vínský kopec (429 m. n.m.). Gegen Westen erstreckt sich der Wildpark Víno.
Nachbarorte sind Amalín (Amalienfeld) im Norden, Ves Rudoltice (Dorf Roßwald), Městys Rudoltice (Markt Roßwald), Nový Dvůr und Hrozová (Grosse) im Nordosten, Równe (Roben) im Osten, Dobieszów (Dobersdorf) im Südosten, Pelhřimovy (Mährisch Pilgersdorf) im Süden, Piskořov (Peischdorf) und Biskupice (Bischofwalde)  im Südwesten, Rudíkovy (Reigelsdorf) und Třemešná (Röwersdorf) im Westen sowie Nový Les (Neuwald) im Nordwesten.

## Geschichte
Die erste schriftliche Erwähnung des bischöflichen Lehnguts Weyn erfolgte 1385. Im Jahre 1388 war Heinrich Sup von Füllstein Besitzer von Weyn villula. Weitere Namensformen waren Víno (ab 1517), Wyner (1676'), Waynen (1718), Wayne (1751), Weyna (1771) und Weine (ab 1771). Nach dem Ende des Ersten Schlesischen Krieges wurde 1742 östlich von Weine entlang des Grossebaches die neue Grenze zu Preußisch Schlesien gezogen. Bis 1783 gehörte Weine – wie die anderen mährischen Enklaven – zum Prerauer Kreis, danach zum Troppauer Kreis.

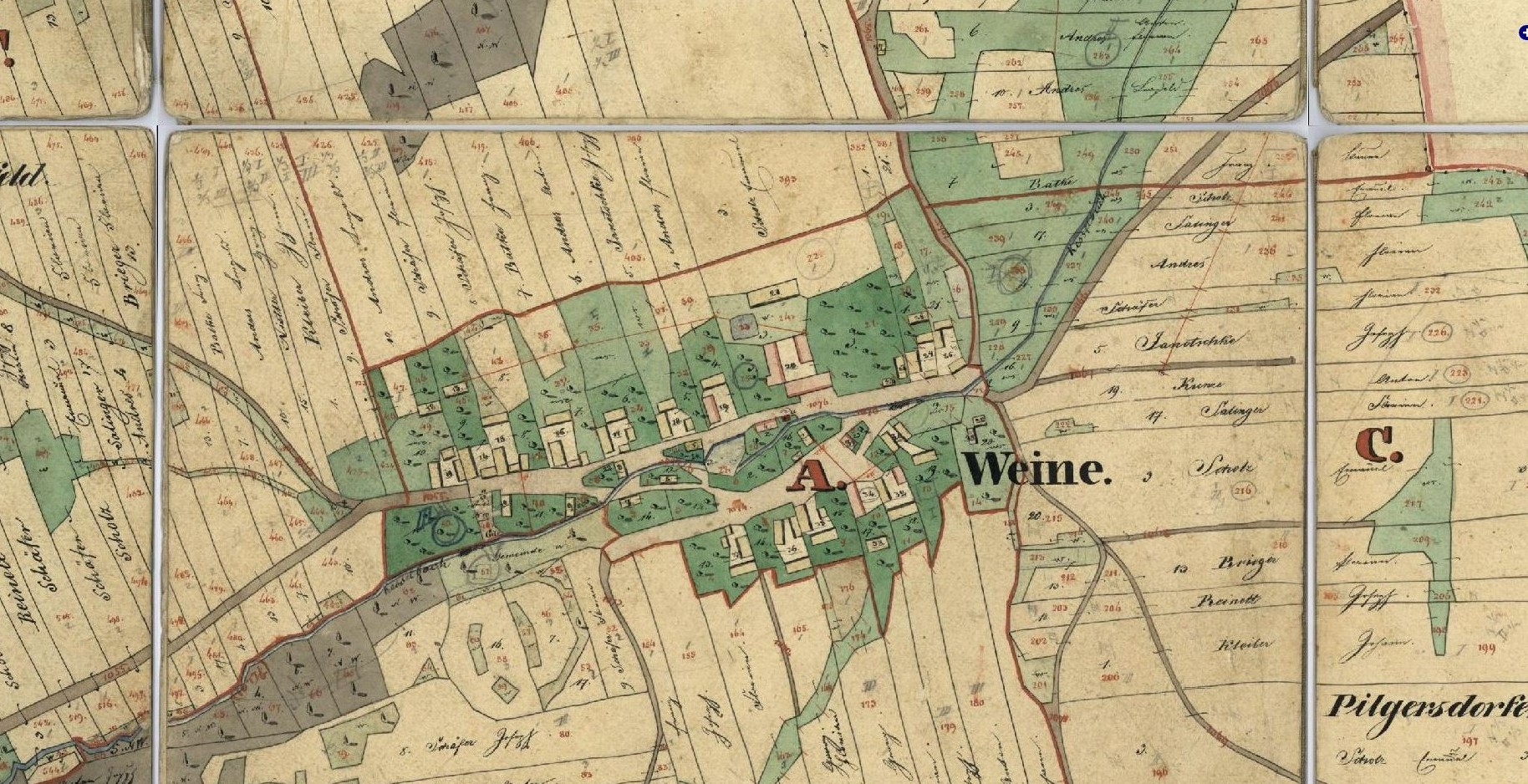
Weine im Franziszeischen Kataster (1836)

Im Jahre 1835 bestand Weine aus 25 Häusern mit 170 deutschsprachigen und katholischen Einwohnern, die von der Landwirtschaft lebten. Im Ort gab es einen Erbrichter, zwölf Halbbauern, drei Viertelbauern, drei Gärtner und zwei Häusler. Pfarr- und Schulort war Markt Roßwald. Die Nutzfläche umfasste 400 Joch fruchtbares Ackerland, 120 Joch Wiesen und 100 Joch Wald. Das Dorf war Teil der großen mährischen Enklave Hotzenplotz. Bis zur Mitte des 19. Jahrhunderts blieb Weine der Lehnsherrschaft Roßwald untertänig.
Nach der Aufhebung der Patrimonialherrschaften bildete Weine ab 1849 einen Ortsteil von Markt Roßwald im Gerichtsbezirk Hotzenplotz. Ab 1869 gehörte Weine / Vino zum Bezirk Jägerndorf. Im selben Jahr löste sich Weine von Markt Roßwald los und bildete eine eigene Gemeinde. Zu dieser Zeit hatte das Dorf 154 Einwohner und bestand aus 25 Häusern.  Im Jahre 1900 lebten in Weine 168 Personen, 1910 waren es 164. Nach dem Ende des Ersten Weltkrieges 1918 wurde Weine Teil der neugegründeten Tschechoslowakei. Beim Zensus von 1921 lebten in den 33 Häusern der Gemeinde 161 Personen, davon 159 Deutsche. Im Jahre 1930 bestand Weine aus 35 Häusern und hatte 143 Einwohner; 1939 waren es 145. Nach dem Münchner Abkommen wurde das Dorf im Herbst 1938 dem Deutschen Reich zugesprochen und gehörte bis 1945 zum Landkreis Jägerndorf. Nach dem Ende des Zweiten Weltkrieges wurde Víno wieder Teil der Tschechoslowakei. Die deutschsprachige Bevölkerung wurde 1946 fast vollständig vertrieben. Im Jahre 1950 lebten in den neun Häusern von Víno nur noch drei Personen. 1951 erfolgte die Eingemeindung nach Slezské Rudoltice. Im Jahre 1961 wurde das Dorf in den Okres Bruntál umgegliedert. Im Jahre 1970 hatte Víno 54 Einwohner. 1991 bestand das Dorf aus fünf Wohnhäusern mit 32 Einwohnern. Beim Zensus von 2011 lebten in den zwölf Häusern von Víno elf Personen.

## Ortsgliederung
Der Ortsteil Víno bildet einen Katastralbezirk.

## Sehenswürdigkeiten
- Mehrere Weg- und Flurkreuze
- Reste einer großen slawischen Burgstätte aus dem 7. und 8. Jahrhundert mit ovalem Grundriss auf dem Hradiště. Die Anlage liegt im Wildpark Víno und ist nicht öffentlich zugänglich.